# Реттон, Мэри Лу
Мэри Лу Реттон (англ. Mary Lou Retton; род. 24 января 1968 года, Фэрмонт, Западная Виргиния, США) — американская гимнастка, олимпийская чемпионка, трёхкратная чемпионка США. Первая американская гимнастка, победившая в абсолютном первенстве на Олимпийских играх.

## Биография
Мэри Лу Реттон родилась 24 января 1968 года в Фэрмонте (Западная Виргиния).
Начала заниматься гимнастикой с раннего детства. Первым тренером был Гэри Рафалоски. После переезда в Хьюстон её стал тренировать румынский тренер Бела Каройи.
В 1983 году стала чемпионкой США. Из-за травмы была вынуждена пропустить чемпионат мира. В следующем году выступила на Олимпиаде и стала первой представительницей США, выигравшей золотую олимпийскую медаль на соревнованиях по спортивной гимнастике.
Кроме золотой медали также завоевала на Олимпиаде 1984 года две серебряные и две бронзовых медали.
После успеха на Олимпиаде Реттон стали предлагать роли в кино и на телевидении. Она сыграла небольшие роли в фильмах «Новая рождественская сказка» и «Голый пистолет 33⅓: Последний выпад». Также она участвовала в нескольких рекламных проектах: представляла спортивную одежду, продукты питания. Мэри Лу Реттон часто комментировала выступления гимнастов на телевидении.
Журнал Sports Illustrated в 1984 году присудил Мэри звание «Спортсменка года».
В 1985 году Мэри ушла из большого спорта из-за проблем со здоровьем, вызванных обострением врождённого заболевания.
В 1997 году была включена в Международный Зал Славы гимнастики.

## Семья
В 1990—2018 годы Реттон была замужем за квортербеком Шенноном Келли. У бывших супругов есть четыре дочери: Шейла Рэй Келли (род. 1995), МакКенна Лейн Келли (род. 15.04.1997), Скайла Брэй Келли (род. в августе 2000) и Эмма Келли (род. 2002).

## Признание
В родном городе Мэри в её честь назван парк.